# Drymeia tibetana
Drymeia tibetana är en tvåvingeart som först beskrevs av Johann Andreas Schnabl och Dziedzicki 1911.  Drymeia tibetana ingår i släktet Drymeia och familjen husflugor. Inga underarter finns listade i Catalogue of Life.